# Robert Gardner Wilson
Robert Gardner Wilson (* 1911; † Mai 1989) war ein amerikanischer Gärtnereibesitzer, Pflanzenzüchter und Amateurbotaniker. Sein offizielles botanisches Autorenkürzel lautet „R.G.Wilson“.

## Leben
Wilson wuchs in Waltham, Massachusetts auf. Nach seinem High-School-Abschluss 1929 studierte er an der Stockbridge School of Agriculture in Amherst. Nach verschiedenen Tätigkeiten unter anderem auf Gummibaumplantagen auf Haiti und Orangengärten im Nassau County, Florida gründete er schließlich 1936 die Gärtnerei Fantastic Gardens in Miami, die er dann fast 30 Jahre lang betrieb. Zunächst züchtete er dort Kakteen, spezialisierte sich aber nach wenigen Jahren auf Bromeliengewächse. Seine botanischen Beschreibungen publizierte er gemeinschaftlich mit dem Botaniker Harold Emery Moore jr.
Im Jahr 1963 verließ Wilson Miami und zog mit seiner Frau Catherine E. Wilson auf das Anwesen Las Cruces in der Nähe von San Vito, Costa Rica, das die beiden in einen botanischen Garten umwandelten (Las Cruces Botanical Garden, heute Jardín Botánico Robert y Catherine Wilson bzw. Wilson Botanical Garden). Wilson wurde zusammen mit seiner 1984 verstorbenen Frau auf einem kleinen Areal in ihrem botanischen Garten bestattet.

## Werke
- Robert Gardner Wilson, Catherine E. Wilson: Bromeliads in cultivation, Volume I. Hurricane House Publishers, Coconut Grove, Florida 1963.